# Mylie Fletcher
Miles Edwin „Mylie“ Fletcher (* 23. August 1868 in Hamilton, Ontario, Kanada; † 25. Oktober 1959 ebenda) war ein kanadischer Sportschütze.

## Erfolge
Mylie Fletcher nahm an den Olympischen Spielen 1908 in London im Trap teil. Die Einzelkonkurrenz schloss er mit 53 Punkten auf dem siebten Platz ab. Im Mannschaftswettbewerb belegte er mit 405 Punkten an der Seite von Walter Ewing, George Beattie, David McMackon, Arthur Westover und George Vivian hinter der ersten und vor der zweiten britischen Mannschaft den zweiten Platz und gewann somit die Silbermedaille. Fletcher war mit 65 Punkten der viertbeste Schütze der Mannschaft.